# 9K116 Kastet
Die 9K116 Kastet (russisch 9К116 Кастет, NATO-Codename AT-10 Stabber) ist eine kanonenverschossene Panzerabwehrlenkrakete aus sowjetischer Produktion. Der GRAU-Index der Lenkwaffen lautet 9M117, 9M117M bzw. 9M117M1.

## Entwicklung
Das System 9K116 Kastet wurde als Lenkwaffe für Kampfpanzer und Schützenpanzer konzipiert. Die Systementwicklung beim Hersteller KBP in Tula begann Mitte der 1970er-Jahre. Die ersten Exemplare wurden 1983 an die sowjetischen Streitkräfte ausgeliefert.

## Technik
Die 9M117-Lenkwaffen werden aus herkömmlichen 100- und 115-mm-Kanonen von Kampfpanzern abgefeuert. Eine Ausstoßladung treibt die Lenkwaffe aus dem Kanonenrohr. 1,5 Sekunden nach dem Ausstoßen zündet der Raketenmotor und beschleunigt die Lenkwaffe auf Marschfluggeschwindigkeit. Der Raketenmotor hat eine Brenndauer von rund 6 Sekunden. Die Steuerung der Lenkwaffe erfolgt mittels eines vom Zielfernrohr 1K13 ausgesendeten Laserleitstrahles (Beam-Rider-Verfahren). Der Laserleitstrahl stellt ein moduliertes und kodiertes Bündel von Einzelstrahlen dar, die gemeinsam ein von der Lenkrakete lesbares Koordinatensystem bilden, mit dessen Hilfe in der Lenkrakete die Lenkkorrekturen errechnet werden. Eine Distanz von 4000 m legt die Rakete in etwa 12 Sekunden zurück. Der Sprengkopf der Lenkwaffe besteht aus einer Hohl- bzw. Tandemhohlladung.

## Varianten
- 9K116 Kastet Version für MT-12-Panzerabwehrkanone (PAK).
  - Patrone 3UBK10 mit 9M117-Lenkwaffe. Reichweite 3.000 m, Panzerdurchschlag 275–500 mm RHA.
  - Patrone 3UBK10M mit 9M117M-Lenkwaffe mit Tandemhohlladung, Reichweite 4.000 m, Panzerdurchschlag 500–550 mm RHA.
  - Patrone 3UBK23 mit 9M117M1-Lenkwaffe mit Tandemhohlladung, Reichweite 5.000 m, Panzerdurchschlag 550–650 mm RHA.

- 9K116-1 Bastion: Version für T-55AM-Kampfpanzer.
  - Patrone 3UBK10-1 mit 9M117-Lenkwaffe. Reichweite 3.000 m, Panzerdurchschlag 275–500 mm RHA.
  - Patrone 3UBK10M-1 mit 9M117M-Lenkwaffe mit Tandemhohlladung, Reichweite 4.000 m, Panzerdurchschlag 500–550 mm RHA.
  - Patrone 3UBK23-1 mit 9M117M1-Lenkwaffe mit Tandemhohlladung, Reichweite 5.000 m, Panzerdurchschlag 550–650 mm RHA.

- 9K116-2 Scheksna: Version für T-62M-Kampfpanzer.
  - Patrone 3UBK10-2 mit 9M117-Lenkwaffe. Reichweite 3.000 m, Panzerdurchschlag 275–500 mm RHA.
  - Patrone 3UBK10M-2 mit 9M117M-Lenkwaffe mit Tandemhohlladung, Reichweite 4.000 m, Panzerdurchschlag 500–550 mm RHA.
  - Patrone 3UBK23-2 mit 9M117M1-Lenkwaffe mit Tandemhohlladung, Reichweite 5.000 m, Panzerdurchschlag 550–650 mm RHA.

- 9K116-3 Basnja: Version für BMP-3-Schützenpanzer.
  - Patrone 3UBK10-3 mit 9M117-Lenkwaffe. Reichweite 3.000 m, Panzerdurchschlag 275–500 mm RHA.
  - Patrone 3UBK10M-3 mit 9M117M-Lenkwaffe mit Tandemhohlladung, Reichweite 4.000 m, Panzerdurchschlag 500–550 mm RHA.
  - Patrone 3UBK23-3 mit 9M117M1-Lenkwaffe mit Tandemhohlladung, Reichweite 5.000 m, Panzerdurchschlag 550–650 mm RHA.